# 헥소미노

35개의 자유 헥소미노

헥소미노(hexomino) 또는 6-오미노(6-omino)는 합동인 정사각형 6개를 변끼리 이어붙여 만든 평면도형으로, n=6인 폴리오미노이다. 6을 뜻하는 접두사 hex(a)-와 폴리오미노를 뜻하는 -omino를 붙인 것이다. 자유(free; 돌리거나 뒤집었을 때 같은 것을 같은 것으로 볼 때) 헥소미노 35개, 단면(one-sided; 돌려서 같은 것은 같은 것으로 보나, 뒤집어서 같은 것은 다른 것으로 볼 때) 헥소미노 60개, 고정(fixed; 직각 단위로 돌리거나 뒤집은 것을 모두 다른 것으로 볼 때) 헥소미노 216개가 있다.

## 정육면체 전개도

11개의 정육면체 전개도

11개의 자유 헥소미노는 정육면체의 전개도이다.